# Уборевич Ієронім Петрович
Ієроні́м Петро́вич Уборе́вич (повне прізвище: Уборевич-Губоревич; лит. Jeronimas Uborevičius 2 (14) січня 1896, село Антандрія Новоолександрівського повіту Ковенської губернії, тепер Литва — розстріляний 12 червня 1937, Москва) — радянський військовий і політичний діяч, командарм 1-го рангу (20.11.1935). Член Бюро ЦК КП(б) Білорусі з 29 січня 1932 по 1937 рік. Кандидат у члени ЦК ВКП(б) у 1930—1937 роках.
Жертва Сталінського терору. Розстріляний у «справі Тухачевського» (1937).

## Біографія
Народився в родині селянина-бідняка. У 1914 році закінчив Двинське реальне училище. З 1914 по 1915 рік — студент Петроградського політехнічного інституту, закінчив два курси. У 1916 році закінчив прискорений курс Костянтинівського артилерійського училища в Петрограді.
З серпня 1916 по серпень 1917 року — молодший офіцер 15-го важкого артилерійського дивізіону 5-ї російської армії на Західному і Північному фронтах, підпоручник царської армії. Учасник Першої світової війни.
Член РСДРП(б) з березня 1917 року.
У серпні — листопаді 1917 року — лектор-пропагандист солдатського університету 5-ї російської армії на Північному фронті. У листопаді 1917 — лютому 1918 року — командир взводу 5-ї російської армії, командир робітничо-селянського червоногвардійського полку на Північному фронті.
З лютого по липень 1918 року — військовополонений у німецькій в'язниці в містах Пскові та Шавлі (Шяуляй), утік із полону.
У липні — грудні 1918 року — інструктор, командир батареї, командир Північнодвинської бригади РСЧА Північного фронту. 1 грудня 1918 — 29 вересня 1919 року — начальник 18-ї стрілецької дивізії 6-ї армії РСЧА Північного фронту.
11 жовтня 1919 — 29 лютого 1920 року — командувач 14-ї армії РСЧА Південного (Південно-Західного) фронту. 29 лютого — 29 квітня 1920 року — командувач 9-ї армії Кавказького фронту. У квітня — 7 липня 1920 року — командувач 14-ї армії Південно-Західного фронту. 10 липня — 12 листопада 1920 року — командувач 13-ї армії Південно-Західного (Південного) фронту. 10 листопада — 31 грудня 1920 року — командувач 14-ї армії Південно-Західного фронту.
У січні — квітні 1921 року — помічник (заступник) командувача військами України і Криму  Михайла Фрунзе.
У квітні — травні 1921 року — командир кавалерійської групи, заступник командувача військ РСЧА Тамбовської області Тухачевського М. М. при придушенні селянського повстання («антоновщини»).
У травні — серпні 1921 року — командувач військ РСЧА Мінської губернії при придушенні селянських виступів у Білорусі.
27 серпня 1921 — 26 серпня 1922 року — командувач 5-ї окремої армії в Іркутську та командувач військ Східно-Сибірського військового округу.
З 17 серпня по 16 листопада 1922 року — голова Військової Ради та військовий міністр Далекосхідної Республіки, головнокомандувач Народно-Революційної армії Далекосхідної Республіки, член Далекосхідного бюро ЦК РКП(б). Під його командуванням НРА 9 жовтня 1922 року взяла штурмом Спаський укріплений район і 25 жовтня увійшла до Владивостока. 16(22) листопада 1922 року Народно-Революційна армія Далекосхідної Республіки була перейменована в 5-у Червонопрапорну армію, а Уборевич призначений її командувачем. 16 листопада 1922 — листопад 1923 року — командувач 5-ї Червонопрапорної армії РСЧА на Далекому Сході.
У листопаді 1923 — лютому 1924 року — помічник командувача військ штабу Західного військового округу.
У лютому — 18 червня 1924 року — командувач 5-ї Червонопрапорної армії РСЧА на Далекому Сході.
У червні — грудні 1924 року — виконував особливо важливі доручення Революційної військової ради (РВР) у Москві.
У грудні 1924 — лютому 1925 року — заступник командувача військ, начальник і військовий комісар штабу Українського військового округу.
У лютому 1925 — листопаді 1927 року — командувач військ Північно-Кавказького військового округу.
20 серпня 1926 — 20 червня 1934 року — член РВР СРСР.
З листопада 1927 по листопад 1928 року — у відрядженні у Німеччині, де навчався на третьому курсі Вищої Військової академії Генерального штабу Німеччини, а також брав участь у польових поїздках і маневрах рейхсверу.
У листопаді 1928 — 18 листопада 1929 року — командувач військ Московського військового округу.
У листопаді 1929 — квітні 1931 року — начальник озброєнь РСЧА. У 1930 році знову виїжджав до Німеччини для ознайомлення з німецькими військовими заводами.
2 червня 1930 — 11 червня 1931 року — заступник голови РВР СРСР.
У квітні 1931 — 20 травня 1937 року — командувач військ Білоруського військового округу, член Військової Ради при народному комісарі оборони СРСР
20 — 29 травня 1937 року — командувач військ Середньоазіатського військового округу.
У серпні 1936 р. пройшов перший московський процес проти «опозиції», тоді ж почалися арешти комкорів В. М. Примакова і В. К. Путни. Лютнево-березневий пленум ЦК ВКП (б) 1937 р. ідеологічно обґрунтовував розгортання репресій у всьому суспільстві, у квітні НКВС отримав на допитах свідчення про змову Тухачевського, Уборевича, Корка, Шапошникова з Ягодою.
29 травня 1937 року Уборевича заарештували по дорозі в Москву. 5 червня Сталін об'єднав провадження вісьмох воєначальників в одну групову справу. 7 червня Сталін затвердив текст обвинувального висновку по справі про «військово-фашистську змову». 10 червня 1937 року для розгляду справи було створено Спеціальну судову присутність Верховного суду СРСР. Його голова Ульріх говорив секретарю суду Зарянову, що є вказівки Сталіна про застосування до всіх підсудних вищої міри покарання — розстрілу. 11 червня 1937 року справа була розглянута в порядку, встановленому законом від 1 грудня 1934 р., тобто у закритому судовому засіданні без присутності захисників і без права оскарження вироку.
11 червня 1937 року о 23.35 до страти були засуджені Маршал Радянського Союзу М. М. Тухачевський, командарми 1-го рангу В. П. Уборевич і Й. Е. Якір, командарм 2-го рангу А. В. Корк, комкори В. М. Примаков, В. К. Путна, Б. М. Фельдман, Р. П. Ейдеман. У ніч на 12 червня вони були страчені. Всі були поховані на Донському цвинтарі Москви.
Визначенням Воєнної колегії Верховного суду СРСР від 31 січня 1957 року реабілітований. 27 лютого 1957 року посмертно поновлений в КПРС.

## Нагороди
Нагороджений трьома орденами Червоного Прапора (17.04.1919, 31.11.1920, 30.10.1922), Почесною революційною зброєю (28.04.1920).